# San Antonio Football Club
Il San Antonio Football Club è una società calcistica professionistica statunitense con base a San Antonio (Texas), che disputa le proprie partite casalinghe presso il Toyota Field, impianto dotato di una capienza di 8.296 posti a sedere.
Milita nella USL Championship, il secondo livello nella piramide calcistica americana.

## Storia
Il 7 gennaio 2016 venne assegnato alla franchigia di San Antonio il trentunesimo ingresso nella USL. La costituzione del club, insieme con l'acquisto del Toyota Field da parte del comune di San Antonio e della contea di Bexar, era parte di un piano della Spurs Sports & Entertainment (già proprietaria della franchigia NBA dei San Antonio Spurs) per ottenere un posto nelle future espansioni della Major League Soccer. Le vicende della nuova società e dello stadio provocò, tra le altre cose, la chiusura dei San Antonio Scorpions, franchigia della North American Soccer League. Darren Powell, ex allenatore della squadra di calcio dell'università di Elon nonché ex direttore del vivaio dell'Orlando City, fu nominato primo allenatore della storia del club. Il 2 febbraio 2016, invece, la società annunciò l'ingaggio del suo primo calciatore, il centrocampista statunitense ex Chivas USA Carlos Alvarez.
Dopo una prima stagione di ambientamento, nel 2017 la squadra, che nel frattempo per quell'anno aveva stretto un accordo di affiliazione con il New York City, concluse la stagione regolare al secondo posto della Western Conference, qualificandosi così per la post-season per la prima volta nella sua storia. In seguito alla vittoria al primo turno contro i Tulsa Roughnecks, però, i rossoneri dovettero cedere il passo nella semifinale di conference all'OKC Energy  dopo i calci di rigore.
Il 30 novembre 2019 Darren Powell ed il club decisero consensualmente di non proseguire il rapporto di lavoro. Di conseguenza, il 9 dicembre successivo, l'ex allenatore in seconda Alen Marcina, già sulla panchina dei San Antonio Scorpions, fu nominato nuovo allenatore. Alla sua prima stagione alla guida della squadra, Marcina riuscì a portare nuovamente, dopo tre anni, il San Antonio ai playoff, dove fu però eliminato al primo turno dal New Mexico United con il risultato di 1-0.

## Stadio
Il San Antonio FC disputa le proprie partite interne presso il Toyota Field, uno stadio specifico per il calcio dotato di una capienza di 8.296 spettatori e potenzialmente espandibile fino a poterne contenere oltre 18.000. Originariamente costruito per la franchigia della NASL dei San Antonio Scorpions, l'impianto fu venduto dal suo proprietario Gordon Hartman alla città di San Antonio e alla contea di Bexar a novembre 2015. Il record di spettatori per una partita è fissato a quota 8.466 per la partita inaugurale della squadra in USL del 9 aprile 2016 contro gli Swope Park Rangers.

## Colori e simboli
I colori societari sono il rosso ed il nero con dettagli bianchi e argentati. La forma dello stemma del club deriva da quella di molti altri club nazionali ed internazionali. All'interno, il logo contiene cinque strisce diagonali, ispirate a quelle delle forze armate statunitensi, che rendono omaggio alla storia militare della città e simboleggiando l'ambizione del club di giocare ai massimi livelli, ed uno sperone, che simboleggia il collegamento tra il San Antonio FC e l'altra squadra sportiva posseduta dalla Spurs Sports & Entertainment, i San Antonio Spurs della NBA. Nella cornice esterna si nasconde una S, un riferimento al nome della città.

## Tifoseria
I gruppi principali di tifoseria organizzata sono i Crocketters, il più grande ed antico, essendo stato fondato nel 2009, e la Mission City Firm.

### Rivalità

#### Copa Tejas
A partire dalla stagione 2019, il San Antonio FC compete, insieme alle altre tre franchigie texane della USL Championship (Austin Bold, El Paso Locomotive e Rio Grande Valley FC), nella Copa Tejas. La squadra che totalizza il maggior numero di punti negli scontri diretti durante la stagione regolare si porta a casa il trofeo.
Tra tutte le rivalità della Copa Tejas, particolarmente sentita è quella contro il Rio Grande Valley, che prende anche il nome di South Texas Derby.

## Rosa 2019
| N. |                         | Ruolo | Calciatore        |
| -- | ----------------------- | ----- | ----------------- |
| 1  | Canada (bandiera)       | P     | Jon Viscosi       |
| 2  | Guatemala (bandiera)    | D     | Moisés Hernández  |
| 3  | Camerun (bandiera)      | D     | Pascal Eboussi    |
| 4  | Ghana (bandiera)        | D     | Joshua Yaro       |
| 6  | Inghilterra (bandiera)  | D     | Johnny Fenwick    |
| 7  | Giamaica (bandiera)     | C     | Lance Laing       |
| 8  | Brasile (bandiera)      | C     | Pecka             |
| 9  | Cuba (bandiera)         | A     | Frank López       |
| 10 | Colombia (bandiera)     | C     | Wálter Restrepo   |
| 11 | Inghilterra (bandiera)  | C     | Jack Barmby       |
| 12 | Stati Uniti (bandiera)  | P     | Matt Cardone      |
| 13 | Sierra Leone (bandiera) | C     | Michael Lahoud    |
| 14 | Zimbabwe (bandiera)     | D     | Leeroy Maguraushe |

| N. |                        | Ruolo | Calciatore           |
| -- | ---------------------- | ----- | -------------------- |
| 15 | Ghana (bandiera)       | D     | Ebenezer Ackon       |
| 16 | Colombia (bandiera)    | C     | Rafael Castillo      |
| 19 | Argentina (bandiera)   | C     | Cristian Parano      |
| 20 | Argentina (bandiera)   | C     | Brian Gómez          |
| 21 | Stati Uniti (bandiera) | C     | Leo Torres           |
| 23 | Panama (bandiera)      | C     | Tony Taylor          |
| 25 | Stati Uniti (bandiera) | D     | Ryan Roushandel      |
| 27 | Stati Uniti (bandiera) | C     | José Gallegos        |
| 30 | Stati Uniti (bandiera) | C     | Kai Greene           |
| 70 | Stati Uniti (bandiera) | A     | Bradford Jamieson IV |
| 83 | Stati Uniti (bandiera) | C     | Rocky Perez          |
| 99 | Messico (bandiera)     | A     | Ever Guzmán          |

## Palmarès

### Competizioni nazionali
- USL Championship: 1

2022
- Commissioner's Cup: 1

2022